# Nur kurz glücklich
Nur kurz glücklich ist ein Lied der deutschen Singer-Songwriterin Madeline Juno aus dem Jahr 2021, in Zusammenarbeit mit dem deutschen Popsänger Max Giesinger. Das Stück ist die sechste Singleauskopplung aus Junos fünften Studioalbum Besser kann ich es nicht erklären.

## Entstehung und Artwork
Das Lied wurde von den beiden Interpreten Max Giesinger und Madeline Juno selbst, gemeinsam mit den beiden in Berlin wirkenden Musikern Steven Bashir und Alexander Knolle (Alex Lys), geschrieben. Letzterer zeichnete zudem auch für die Aufnahme, Instrumentierung, Produktion sowie die Programmierung verantwortlich. Für die Instrumentierung spielte Lys unter anderem die Gitarre ein. Darüber hinaus wurde Michael Geldreich für das Piano engagiert. Die Aufnahme selbst wurde im Berliner Novemberkind Studio getätigt. Abgemischt wurde das Lied durch den in Köln wirkenden Toningenieur Yunus Cimen (Kingsize). Das Mastering erfolgte durch GKG Mastering in Freising, unter der Leitung des Studioinhabers Ludwig Maier.
Juno arbeitete bei der Entstehung zu Besser kann ich es nicht erklären erstmals mit allen an der Produktion beteiligten Musikern zusammen. Mit den Koautoren Bashir und Lys führte sie die Arbeit am folgenden Studioalbum Nur zu Besuch (Januar 2024) fort.
Auf dem Frontcover der Single sind – neben Interpretenangabe und Liedtitel – Giesinger und Juno zu sehen. Es zeigt die beiden Kopf-an-Kopf auf einem Holzfußboden liegend.

## Veröffentlichung und Promotion
Die Erstveröffentlichung von Nur kurz glücklich erfolgte als Single am 15. Oktober 2021 bei Embassy of Music. Diese erschien als digitale 2-Track-Single mit der, von Juno allein gesungenen, B-Seite November. Die B-Seite selbst erschien im Folgemonat, in einer neu eingesungenen Akustikversion mit Esther Graf, als nächste Singleauskopplung. Der Vertrieb erfolgte durch Tonpool, verlegt wurde das Lied durch Budde Music Publishing, Edition Novemberkind, Sony Music Publishing und Universal Music Publishing. Am 14. Januar 2022 erschien das Lied als Teil von Junos fünften Studioalbum Besser kann ich es nicht erklären (Katalognummer: 770200), dessen sechste Singleauskopplung es ist. Am 22. Juli 2022 erschien eine akustische Soloaufnahme zu Nur kurz glücklich als Teil der Deluxeversion von Besser kann ich es nicht erklären (Katalognummer: 770331).
Wie bei der vorangegangenen Singleauskopplung Sommer, Sonne, Depression verkündete Juno die Auskopplung am Sonntag vor der Veröffentlichung, dem 10. Oktober 2021. Im August 2022 sang Juno das Lied, im Duett mit Tex, in der Musiksendung TV Noir.

## Hintergrund
Bei Nur kurz glücklich handelt es sich um die erste Singleveröffentlichung, die Juno als Leadmusikerin mit jemand anderem aufgenommen hat. Ursprünglich sei das Stück auch nicht als Duett gedacht gewesen, sondern als Soloaufnahme für Junos Besser kann ich es nicht erklären. Giesinger beschrieb das Zusammenkommen wie folgt:

„Wir haben uns im Sommer 2012 kennengelernt. Maddie war noch ein Teenager, aber es war schon damals klar, dass sie echte Star-Aura hat und eine unfassbare Songwriterin mit einer krassen Stimme ist. Im Mai, also fast zehn Jahre danach, hat mir ein gemeinsamer Freund und Songwriter-Kollege dann die Demoversion von NUR KURZ GLÜCKLICH vorgespielt. Der Song hat mich vom ersten Ton an so berührt, dass ich spontan draufgesungen habe – und es hat sich sofort besonders angefühlt.“

Juno selbst sagte dazu, dass die beiden immer in Kontakt geblieben seien, auch wenn jeder sein eigenes Ding gemacht habe. Das Stück sei nicht als Duett geplant gewesen, deswegen sei sie total überrascht, wie gut es zu zweit funktioniere. Er vereine ihre beiden Welten so wunderschön und mühelos, dass schnell klar gewesen sei, dass sue ihn genauso rausbringen wollen. Als Freunde jetzt auch zusammen Musik zu machen, sei natürlich ultraschön. Giesinger sah dies genauso: „Nach all der Zeit gemeinsam einen Song zu veröffentlichen – vor allem einen, der auf so schöne Weise entstanden ist – fühlt sich richtig gut an.“
Die Zusammenarbeit zwischen Giesinger und Juno wurde intensiviert, in dem Giesinger auch als Koautor von Jedes Mal agierte, einem weiteren Titel aus Besser kann ich es nicht erklären sowie der gemeinsamen Aufnahme zu Hotel, einem Titel aus Giesingers vierten Studioalbum Vier, das am 12. November 2021 erschien (Katalognummer: BMG 538720872) und bei dem diesmal Juno als Gastsängerin in Erscheinung tritt.

## Inhalt
| „Du stellst dich ein auf die Katastrophe. Suchst nach dem Haken, dem doppelten Boden. Aber was, wenn’s den gar nicht gibt. Und du nur kurz glücklich bist? Und du wühlst nach dem Wenn und dem Aber. Damit du all’n sagen kannst, dass es klar war. Aber was, wenn die Wahrheit ist. Dass du nur kurz glücklich bist?“ – Refrain, Originalauszug | Der Liedtext zu Nur kurz glücklich ist in deutscher Sprache verfasst und stammt von den beiden Interpreten selbst sowie Steven Bashir und Alex Lys. Alle Texter komponierten zugleich die Musik in der Tonart f-Moll mit 126 Schläge pro Minute. Musikalisch bewegt sich das Lied im Bereich der Popmusik. Juno selbst beschrieb Nur kurz glücklich als ein Lied, das ihr mehr bedeuten würde, als sie sprachlich ausdrücken könne. Es handele von „plötzlichen“ Selbstzweifeln und der Angst verletzt zu werden. Hintergrund sei, dass es ihr öfters als sie sich selbst eingestehen mag nicht gelinge (Suchst nach dem Haken, dem doppelten Boden / Aber was, wenn’s den gar nicht gibt), gute Dinge zu fühlen, sehen oder zu erleben („Du stellst dich ein auf die Katastrophe“), ohne zu glauben, das es bestimmt das letzte Mal sei. Ihr widerfahre das letzte Mal was gutes, bevor alles was ihr lieb sei zu Ende oder kaputt gehe („Und du wühlst nach dem Wenn und dem Aber“). Bevor ihr auffalle, dass die nächste Katastrophe bereit stehe, um ihr eines besseren zu belehren („Damit du all’n sagen kannst, dass es klar war“). Das Stück sei bereits Anfang 2021 entstanden, seitdem sei sie „krass dankbar“ dafür gewesen, viele Gelegenheiten gehabt zu haben, darüber zu sprechen und um ihr „Glücklichsein“ wieder zu erlauben sowie Glück, sei es noch so klein, kurz, oder sogar groß, einfach dankbar anzunehmen zu können. |

Aufgebaut ist das Lied aus zwei Strophen und einem Refrain. Vorgetragen wird es dabei in einer Art Selbstgespräch. Es beginnt mit der ersten Strophe, die sich aus acht Zeilen zusammensetzt. Auf diese folgt erstmals der Refrain, der ebenfalls acht Zeilen umfasst. Dieser klingt mit dem Postchorus aus, der als Zweizeiler verfasst wurde und lediglich aus dem Ausdruck „Glücklich“ und der sich wiederholenden Refrain-Abschlusszeile „Dass du nur kurz glücklich bist?“ besteht. Bis zu diesem Zeitpunkt ist lediglich Juno zu hören. Der gleiche Aufbau wiederholt sich mit der zweiten Strophe, nur das fortan beide Interpreten zu hören sind. Während Giesinger die erste Hälfte der zweiten Strophe noch alleine interpretiert, singen die beiden ab Mitte der zweiten Strophe fast alles im Duett. Mit dem zweiten Postchorus endet das Lied zugleich, dieser wird jedoch in einer erweiterten Fassung dargeboten, in dem sich der Zweizeiler ein weiteres Mal wiederholt.

## Musikvideo
Das Musikvideo zu Nur kurz glücklich feierte seine Premiere am 15. Oktober 2021 auf der Videoplattform YouTube. Es zeigt Juno und Giesinger, die Teil einer Therapiesitzung mit vier weiteren Personen sind. Zu Beginn steht Juno im Fokus, die den Anschein macht, von ihrem Problemen zu berichten. Später tritt Giesinger in den Vordergrund, der wiederum so wirkt, als sei er der Therapeut. Nach einiger Zeit erheben sich beide plötzlich von ihren Stühlen und stehen sich alleine inmitten eines Raumes voll Pflanzen gegenüber. Am Ende setzten sich beide wieder auf ihre Stühle und sind plötzlich wieder als Teil der Therapiegruppe zu sehen. Die Gesamtlänge des Videos beträgt 3:01 Minuten. Bis April 2025 zählte das Video über 1,7 Millionen Aufrufe auf YouTube.

## Mitwirkende
| Liedproduktion - Steven Bashir: Komposition, Liedtext - Yunus Cimen (Kingsize): Abmischung - Michael Geldreich: Piano - Max Giesinger: Gesang, Komposition, Liedtext - Madeline Juno: Gesang, Komposition, Liedtext - Alexander Knolle (Alex Lys): Aufnahme, Gitarre, Komposition, Liedtext, Musikproduktion, Programmierung - Ludwig Maier: Mastering | Unternehmen - Budde Music: Verlag - Edition Novemberkind: Verlag - Embassy of Music: Musiklabel - GKG Mastering: Tonstudio - Novemberkind Studio: Tonstudio - Sony/ATV: Verlag - Tonpool: Vertrieb - Universal Music Publishing: Verlag |

## Rezensionen
Matthias Reichel von CDStarts bewertete das Album Besser kann ich es nicht erklären mit 6,5 von zehn Punkten. Während seiner Rezension beschrieb er Nur kurz glücklich als „rührselige Ballade“.
Annika Feldmann vom Online-Magazin laut.de vergab drei von fünf Sternen für das Album. An vielen Stellen habe man das Gefühl, dass Juno einer gewissen „Klischee-Pop-Vorlage“ entsprechen wolle oder solle, so in etwa bei Nur kurz glücklich.
Während ein Rezensent von der Rock Times das Lied als „nachdenklich-verträumt“ beschrieb, ist der Rezensent von Plattentests.de der Meinung, dass sich die Titelliste zu Besser kann ich es nicht erklären durch Titel wie Nur kurz glücklich wie eine Art Fotoroman lese. Yalda Najaf von Eventim beschrieb Giesinger und Juno als harmonisches Duo und das Lied als wundervolle Ballade, die für Gänsehaut sorge.
Bei dem Unterhaltungsmagazin Schmusa hieß es, dass beide die Ballade wirklich fühlen würden. Obwohl das Lied genau genommen ein Selbstgespräch sei, würden hier zwei Musiker singen, die aufrichtig von sich erzählen. Nur kurz glücklich sei das höchst fragile und dabei strahlend schöne nächste Kapitel aus Junos kommendem Album, in dem die Wolken kurz den Blick auf unbeschwertes Glück freigeben würden.

## Kommerzieller Erfolg
Nur kurz glücklich verfehlte dein Einstieg in die Singlecharts, konnte sich jedoch am 22. Oktober 2021 auf Rang acht der deutschen Single-Trend-Charts platzieren, womit das Lied nur knapp die Singlecharts verfehlte. Darüber hinaus platzierte sich Nur kurz glücklich auf Rang 37 der deutschen Downloadcharts.

## Coverversionen
- 2025: Johannes Oerding (Album: Sing meinen Song – Das Tauschkonzert, Vol. 12)[31]